# Tencent Pictures
Tencent Pictures (tiếng Trung: 腾讯影业 (Đằng Tấn ảnh nghiệp), bính âm: téng xùn yǐng yè) là một nhà sản xuất và phân phối phim Trung Quốc, thuộc sở hữu của Tencent. Họ đã sản xuất các bộ phim dựa trên nguyên tác là tiểu thuyết, truyện tranh, phim hoạt hình và trò chơi điện tử. Năm 2015, Tencent đã thành lập Tencent Penguin Pictures (Thượng Hải) trực thuộc Tencent Pictures, một đơn vị sản xuất phim mới, tập trung vào phim truyền hình trực tuyến và phim truyện.

## Phim đã sản xuất
| Năm  | Sản xuất/Đồng sản xuất              | Đạo diễn                      | Doanh thu (toàn thế giới) | Doanh thu (Trung Quốc) | Ghi chú |
| ---- | ----------------------------------- | ----------------------------- | ------------------------- | ---------------------- | ------- |
| 2015 | Roco Kingdom 4                      | Hugues Martel và Dongbiao Cao | —                         | —                      | [ 2 ]   |
| 2016 | Warcraft: Đại chiến hai thế giới    | Duncan Jones                  | $433 triệu                | $213 triệu             | [ 4 ]   |
| 2016 | Blood of Youth                      | Shu-peng Yang                 | —                         | —                      | [ 5 ]   |
| 2017 | Kong: Đảo Đầu lâu                   | Jordan Vogt-Roberts           | $566 triệu                | $168 triệu             | [ 7 ]   |
| 2017 | Wonder Woman                        | Patty Jenkins                 | $821 triệu                | $90 triệu              | [ 7 ]   |
| 2018 | Venom                               | Ruben Fleischer               | $855 triệu                | $272 triệu             | [ 10 ]  |
| 2018 | Bumblebee                           | Travis Knight                 | $467 triệu                | $170 triệu             | [ 12 ]  |
| 2019 | Đặc vụ áo đen: Sứ mệnh toàn cầu     | F. Gary Gray                  | $253 triệu                | $44 triệu              | [ 14 ]  |
| 2019 | Kẻ hủy diệt: Vận mệnh đen tối       | Tim Miller                    | chưa có                   | chưa có                | [ 15 ]  |
| 2019 | A Beautiful Day in the Neighborhood | Marielle Heller               | chưa có                   | chưa có                | [ 16 ]  |
| 2020 | Top Gun: Maverick                   | Joseph Kosinski               | chưa có                   | chưa có                | [ 12 ]  |
| 2020 | Monster Hunter                      | Paul W. S. Anderson           | chưa có                   | chưa có                | [ 16 ]  |
| 2020 | Wish Dragon                         | Chris Appelhans               | chưa có                   | chưa có                | [ 16 ]  |